# آدم بارك
آدم بارك (بالسويدية: Adam Bark)‏ هو لاعب كرة قدم سويدي في مركز الهجوم، ولد في 15 فبراير 2000 في السويد. شارك مع منتخب السويد تحت 17 سنة لكرة القدم.

## وصلات خارجية
- آدم بارك على موقع اتحاد السويد (السويدية)
- آدم بارك على موقع قاعدة بيانات كرة القدم.إي يو (الإنجليزية)
- آدم بارك على موقع Soccerway.com (الإنجليزية)